# میدان نفتی زلطن
میدان نفتی زلطن (انگلیسی: Zelten oil field) از میدان‌های نفتی لیبی است، که در سال ۱۹۵۶ کشف شد.